# 麦考利夫人座椅

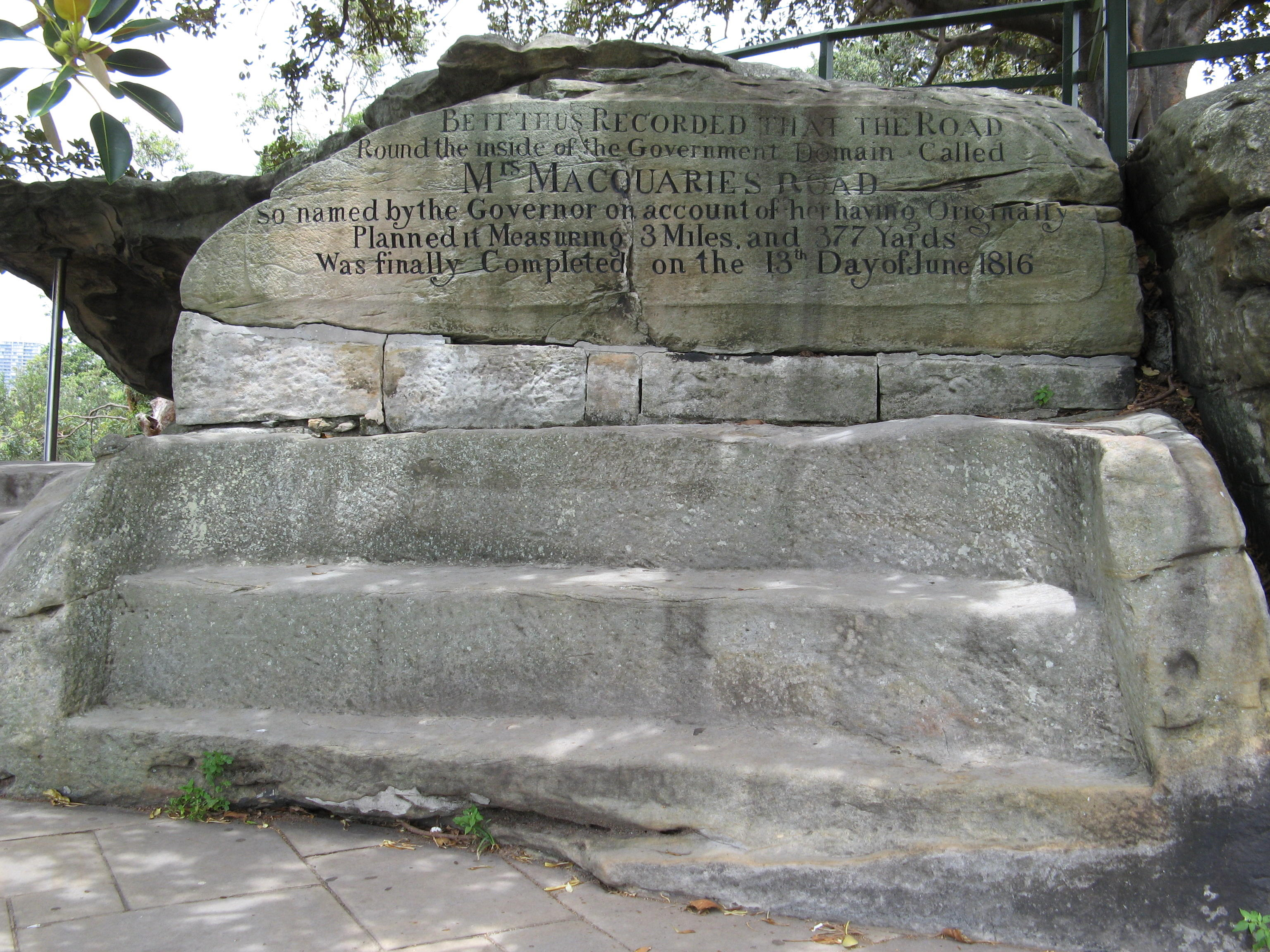
悉尼皇家植物园附近的麦考利夫人座椅

麦考利夫人椅子（Mrs Macquarie's Chair 也被称为 Lady Macquarie's Chair），是澳大利亚悉尼港湾上的一个景點，位於雪梨皇家植物園的東北端，在这里可以看到悉尼大剧院、悉尼港湾大桥以及海平面的壮观景色，視野良好。它原是在悉尼港的一个半岛上的一块裸露的砂岩，1810年由囚犯手工雕刻而成椅子的形状献给麦加里总督的妻子伊丽莎白，半岛本身被命名为麦考利夫人岬角（Mrs Macquarie's Point），是悉尼皇家植物园附近的悉尼禁苑的一部分。